# Аннам
Аннам (в'єт. An Nam, кит.: 安南, Ань нань, «умиротворений південь»), також Протекторат Аннам або Trung Kỳ (中圻) — нев'єтнамське найменування території, що займала північну частину сучасної республіки В'єтнам в період китайської колонізації («Аннам дохофу» (в'єт. An Nam đô hộ phủ), 679 — 757 і 766 — 866) і вузьку центральну частину сучасної республіки В'єтнам в період французької колонізації Індокитаю 1874–1949 рр.
Назва вживалася спочатку в китайській, а потім переважно в європейській (в першу чергу французькій) колоніальній літературі. Сучасна в'єтнамська назва території північного В'єтнаму — Бакбо, а центрального В'єтнаму — Чунгбо.